# Mizrachi World Movement
Mizrachi World Movement (en español: Movimiento Mundial Mizrachi) (en hebreo: תנועת המזרחי) (transliterado: Tnuat HaMizrahi) es el nombre de la organización religiosa sionista fundada en 1902 en Vilna en una conferencia mundial de sionistas religiosos que fue convocada por el rabino Yitzchak Yaacov Reines. Bnei Akiva, que fue fundado en 1929, es el movimiento juvenil sionista asociado con World Mizrachi. Tanto Mizrachi como el movimiento juvenil de los Bnei Akiva, siguen siendo movimientos internacionales. World Mizrachi cree que la Torá tiene que estar en el centro del sionismo y también ve el nacionalismo judío como un medio para conseguir objetivos religiosos. El partido Mizrachi fue el primer partido político religioso sionista oficial, y fundó el Ministerio de Asuntos Religiosos de Israel, e impulsó las leyes que imponían la cashrut, y la observancia del Shabat en el puesto de trabajo. El partido Mizrachi también tuvo un papel previo a la creación del Estado de Israel, construyendo una red de escuelas religiosas que existen hasta el día de hoy, y participó en las elecciones israelíes de 1951.